# Leptoteleia zdenae
Leptoteleia zdenae är en stekelart som beskrevs av Lubomir Masner 1978. Leptoteleia zdenae ingår i släktet Leptoteleia och familjen Scelionidae. Inga underarter finns listade i Catalogue of Life.